# Johannes Bremer
Johannes Bremer, latinisiert auch Bremensis (* ?, bezeugt ab 1420; † ?) war ein spätscholastischer deutscher Theologe und gehörte zum Franziskanerorden.

## Leben und Wirken
Über die familiäre Herkunft und die Jugendzeit von Johannes Bremer ist bisher nichts bekannt. Er war 1420 Lektor secundarius am Leipziger Franziskanerkonvent, studierte ab 1420 Theologie an der Universität Leipzig und wechselte 1424 an die Universität Erfurt. Dort wurde er am 23. Oktober 1429 zum Doktor der Theologie promoviert. 1432 war er an der Universität Rostock immatrikuliert.
Bremer leitete bis 1444 in der Nachfolge von Matthias Döring die Ausbildung des Nachwuchses der Sächsischen Franziskanerprovinz in Erfurt und war ab 1437 Professor an der theologischen Fakultät der Universität Erfurt. Bremer wirkte und predigte auch in anderen Städten, nämlich 1425 in Breslau, 1441 in Heidelberg, 1442 in Liegnitz, 1444 als Lesemeister in den Studienhäusern der Franziskaner in Halberstadt und Goslar sowie 1455 in Braunschweig.
Bremer verfasste mehrere theologische Schriften, die in der Tradition der franziskanischen Scholastiker Bonaventura und Johannes Duns Scotus stehen. Hervorzuheben ist der um 1424/25 entstandene, als Handschrift überlieferte Kommentar zu den vier Sentenzbüchern des Scholastikers Petrus Lombardus. Um 1455 verfasste er eine Untersuchung über das Blut Christi. Sie ist in einer Sammelhandschrift des Franziskanerklosters Braunschweig überliefert, die sich in der Stadtbibliothek Braunschweig befindet. Das Thema war in Braunschweig von besonderer Bedeutung, weil das dortige Aegidienkloster eine Reliquie des Blutes Christi verwahrte. Weitere Schriften befassten sich mit kirchenrechtlichen Fragen, beispielsweise zum „Heiligblutwunder“ von Wilsnack und zur Frage der Neutralität der Kurfürsten.

## Werke (Auswahl)
- Kommentar zu den vier Sentenzbüchern des Petrus Lombardus, um 1424/25
- Quaestio de Ecclesia; Quaestio disputata de Ecclesiae potestate, um 1442
- Sermo de sanguine Christi, um 1443
- Quaestio magistralis de sanguine Christi, um 1455
- Informatio super officio praedicationis, ohne Jahr